# Jens Veggerby
Jens Veggerby (ur. 20 października 1962 w Kopenhadze) – duński kolarz torowy i szosowy, dwukrotny medalista torowych mistrzostw świata.

## Kariera
Pierwszy sukces w karierze osiągnął w 1980, kiedy wraz z kolegami zdobył złoty medal w drużynowej jeździe na czas na mistrzostwach krajów nordyckich. W latach 80. startował głównie na szosie, w 1983 zdobył wicemistrzostwo kraju, w 1985 był trzeci w Giro di Toscana, a rok później zajął trzecie miejsce w Giro dell'Appennino. Jego największym osiągnięciem jest jednak zdobycie złotego medalu w wyścigu ze startu zatrzymanego na torowych mistrzostwach świata w Hamar w 1993. Ponadto w tej samej konkurencji zajął drugie miejsce na rozgrywanych w 1992 mistrzostwach świata w Walencji, ulegając jedynie Szwajcarowi Peterowi Steigerowi. Dwukrotnie zdobywał medale krajowych mistrzostw w kolarstwie torowym, ale nigdy nie brał udziału w igrzyskach olimpijskich.